# Adrien Dorval
Pat Adrien Dorval (* 22. März 1963 in Fort St. John, Peace River Regional District, British Columbia; † 5. Januar 2021 in Vancouver, British Columbia) war ein kanadischer Schauspieler.

## Leben
Dorval wurde am 22. März 1963 in Fort St. John als Sohn von Len und Alberta Dorval geboren. Er hatte sieben Geschwister. Er war mit der Schauspielerin Angela Cruikshank verheiratet. Die beiden hatten einen gemeinsamen Sohn.
Erste Rollen übernahm Dorval ab Mitte der 1980er Jahre in Film- und Fernsehserienproduktionen. 1994 wirkte er in Die unendliche Geschichte III – Rettung aus Phantásien als Rage mit. 1996 war er in Alaska – Die Spur des Polarbären in einer Nebenrolle zu sehen. 2001 übernahm er im Film Das Versprechen die Rolle eines Sheriffs und war im selben Jahr im Fernsehzweiteiler Die Unicorn und der Aufstand der Elfen als Mog zu sehen. Von 2006 bis 2007 verkörperte er in der Fernsehserie Intelligence die Rolle des Alex Morgan. Nebenrollen hatte er außerdem in Leslie Nielsen ist sehr verdächtig, Shang-High Noon, Riddick: Chroniken eines Kriegers, Ginger Snaps III – Der Anfang oder auch New Moon – Biss zur Mittagsstunde inne.
Aufgrund einer Speiseröhrenkrebserkrankung musste er sich vom Schauspiel zurückziehen. Am 5. Januar 2021 erlag er seinem Krebsleiden im Alter von 57 Jahren.

## Filmografie
- 1986: Dave Thomas: The Incredible Time Travels of Henry Osgood (Fernsehfilm)
- 1986: Die Chaoten-Cops (Recruits)
- 1986: Bullies
- 1987: Danger Bay (Fernsehserie, Episode 3x19)
- 1987: The New Adventures of Beans Baxter (Fernsehserie, Episode 1x04)
- 1987: Das Versprechen des Elmer Jackson (After the Promise, Fernsehfilm)
- 1987: Hart, aber schmerzlich (Home Is Where the Hart Is)
- 1987: 21 Jump Street – Tatort Klassenzimmer (21 Jump Street, Fernsehserie, Episode 1x12)
- 1988: CBS Summer Playhouse (Fernsehserie, Episode 2x11)
- 1988: MacGyver (Fernsehserie, Episode 4x02)
- 1989: Die Experten (The Experts)
- 1989: Strandpiraten (The Beachcombers, Fernsehserie, Episode 17x12)
- 1989: Stunden der Angst (The Penthouse, Fernsehfilm)
- 1990: Das Psycho-Dezernat (Broken Badges, Miniserie, Episode 1x01)
- 1991: 21 Jump Street – Tatort Klassenzimmer (21 Jump Street, Fernsehserie, Episode 5x15)
- 1991: Martyrium einer Mutter (My Son Johnny, Fernsehfilm)
- 1991: Mom P.I. (Fernsehserie, Episode 2x07)
- 1991–1995: Der Polizeichef – Eis im Blut (The Commish, Fernsehserie, 3 Episoden, verschiedene Rollen)
- 1992: Dick van Dyke – Diagnose Mord (Diagnosis Murder: Diagnosis of Murder, Fernsehfilm)
- 1992: Nightmare Cafe (Fernsehserie, Episode 1x06)
- 1992: Dead Ahead: The Exxon Valdez Disaster (Fernsehfilm)
- 1992: Der Ruf der Wildnis (Call of the Wild, Fernsehfilm)
- 1993: North of 60 (Fernsehserie, Episode 1x15)
- 1994: Die unendliche Geschichte III – Rettung aus Phantásien (The NeverEnding Story III: Return to Fantasia )
- 1994: Highlander (Fernsehserie, Episode 3x10)
- 1995: Geliebtes Monster (Magic in the Water)
- 1995: Deadlocked – Flucht aus Zone 14 (Deadlocked: Escape from Zone 14, Fernsehfilm)
- 1995: Strange Luck – Dem Zufall auf der Spur (Strange Luck, Fernsehserie, Episode 1x06)
- 1996: Outer Limits – Die unbekannte Dimension (The Outer Limits, Fernsehserie, Episode 2x22)
- 1996: Alaska – Die Spur des Polarbären (Alaska)
- 1997: Dead Man's Gun (Fernsehfilm)
- 1997: Millennium – Fürchte deinen Nächsten wie Dich selbst (Millennium, Fernsehserie, Episode 1x20)
- 1997: Ärger im Gepäck (Excess Baggage)
- 1997–1998: Dead Man's Gun (Fernsehserie, 2 Episoden, verschiedene Rollen)
- 1998: Du wirst um Gnade betteln (Outrage, Fernsehfilm)
- 1998: Firestorm – Brennendes Inferno (Firestorm)
- 1998: Viper (Fernsehserie, Episode 3x19)
- 1998: Leslie Nielsen ist sehr verdächtig (Wrongfully Accused)
- 1998: Night Man (Fernsehserie, Episode 2x01)
- 1998: The Crow – Die Serie (The Crow: Stairway to Heaven, Fernsehserie, Episode 1x07)
- 1998–2001: Auf kalter Spur (Cold Squad, Fernsehserie, 2 Episoden, verschiedene Rollen)
- 1999–2000: Nothing Too Good for a Cowboy (Fernsehserie, 2 Episoden)
- 2000: Shang-High Noon (Shanghai Noon)
- 2000: Survivor – Die Überlebende (Sole Survivor, Fernsehfilm)
- 2001: Das Versprechen (The Pledge)
- 2001: Die Unicorn und der Aufstand der Elfen (Voyage of the Unicorn, Fernsehfilm)
- 2001: UC: Undercover (Fernsehserie, Episode 1x08)
- 2001–2003: Da Vinci’s Inquest (Fernsehserie, 2 Episoden, verschiedene Rollen)
- 2002: Pressure
- 2002: I Was a Teenage Faust (Fernsehfilm)
- 2002: Breaking News (Fernsehserie, Episode 1x02)
- 2002: Johnson County War (Fernsehfilm)
- 2002: 100 Days in the Jungle (Fernsehfilm)
- 2002–2003: Dead Zone (Fernsehserie, 2 Episoden)
- 2002–2004: The Chris Isaak Show (Fernsehserie, 2 Episoden, verschiedene Rollen)
- 2003: Lonesome Joe (Kurzfilm)
- 2004: Touching Evil (Fernsehserie, Episode 1x04)
- 2004: Riddick: Chroniken eines Kriegers (The Chronicles of Riddick)
- 2004: Ginger Snaps III – Der Anfang (Ginger Snaps Back: The Beginning)
- 2004: The Collector (Fernsehserie, Episode 1x11)
- 2004: Dark Arc
- 2004: The Love Crimes of Gillian Guess (Fernsehfilm)
- 2004: Battlestar Galactica (Fernsehserie, Episode 1x03)
- 2005: Eighteen
- 2006: Eight Days to Live (Fernsehfilm)
- 2006: Die Tür zur Dunkelheit (In Her Mother's Footsteps, Fernsehfilm)
- 2006: Stargate – Kommando SG-1 (Stargate SG-1, Fernsehserie, Episode 10x09)
- 2006: Her Sister's Keeper (Fernsehfilm)
- 2006–2007: Intelligence (Fernsehserie, 6 Episoden)
- 2007: The L Word – Wenn Frauen Frauen lieben (The L Word, Fernsehserie, Episode 4x02)
- 2007: Painkiller Jane (Fernsehserie, Episode 1x17)
- 2007: Masters of Science Fiction (Miniserie, Episode 1x05)
- 2007–2008: Aliens in America (Fernsehserie, 2 Episoden)
- 2008: The Englishman's Boy (Miniserie, 2 Episoden)
- 2008: Sanctuary – Wächter der Kreaturen (Sanctuary, Fernsehserie, Episode 1x05)
- 2008: Freezer Burn: The Invasion of Laxdale
- 2009: Entführt – Du gehörst zu uns! (Do You Know Me, Fernsehfilm)
- 2009: The Guard (Fernsehserie, Episode 2x10)
- 2009: New Moon – Biss zur Mittagsstunde (The Twilight Saga: New Moon)
- 2010: The Stranger
- 2010: Hybrid – Ein Auto zum Sterben (Super Hybrid)
- 2010: Hard Core Logo 2
- 2011: Faces in the Crowd
- 2012: Camera Shy
- 2014: Paper Angels (Fernsehfilm)
- 2015: The Romeo Section (Fernsehserie, Episode 1x10)
- 2016: Travelers – Die Reisenden (Travelers, Fernsehserie, Episode 1x05)
- 2019: Togo